# Franck David
Franck Olivier Christian François David (* 21. März 1970 in Paris) ist ein ehemaliger französischer Windsurfer.

## Erfolge
Bei den Olympischen Sommerspielen 1992 in Barcelona wurde er vor Michael Gebhardt und Lars Kleppich im Windsurfen in der Bootsklasse Lechner A-390 Olympiasieger. Mit einer Gesamtpunktzahl von 70,7 Punkten behauptete er sich nur knapp vor Gebhardt, der auf 71,1 Zähler kam. Entscheidend war dabei Davids Sieg beim abschließenden zehnten Rennen, bei dem Gebhardt nur Dritter wurde. Im selben Jahr wurde David zudem in Cádiz Weltmeister. 1991 hatte er noch bei den Weltmeisterschaften in Singapur den dritten Platz belegt.